# Ноорд, Сибранд ван
Сибранд ван Ноорд Младший (нидерл. Sybrand / Sybrant van Noordt или лат. Sybrandus van Noordt; 10 августа 1659 года, Амстердам — 25 февраля 1705 года, там же) — голландский композитор, органист и клавесинист эпохи зрелого барокко.

## Биография
Сибранд ван Ноорд (Младший) принадлежал к третьему поколению семьи голландских композиторов, музыкальная активность которой протекала в Амстердаме в течение большей части семнадцатого века. Его дед, также имевший имя Сибранд, был известным исполнителем на карильоне, его исполнительская карьера продолжалась 37 лет. Местом его творческой деятельности долгое время была знаменитая Аудекерк в Амстердаме. Штатным органистом этой же церкви был вслед за отцом и его сын Якоб.
Сибранд ван Ноорт сменил своего отца Якоба ван Ноорта после его смерти на должности органиста в Аудекерк в 1679 году, когда ему было всего около 20 лет. Через десять лет после этого, в 1692 году он принял аналогичную, но лучше оплачиваемую должность, в церкви Святого Бавона в Харлеме. Из этой церкви он был уволен в 1694 году за неподобающее поведение (подробности увольнения неизвестны). После этого он вернулся в Амстердам, где умер на 45-м году жизни, в 1705 году. Сохранился портрет композитора, принадлежащий художнику П. Шенку (нидерл. Peter Schenck) и относящийся к 1702 году.

## Сочинения
До нашего времени дошло очень небольшое количество светских произведений композитора. Это всего три композиции, датированные между 1701 и 1705, отличающиеся сильным итальянским влиянием, но выдержанных в значительно более суровом и мужественном стиле
- Соната для флейты и basso continuo,
- Соната для скрипки, опубликованная в версии для двух скрипок (одна солирует, другая — сопровождение),
- Соната для клавесина соло в ля миноре.

Наиболее известной из них является Соната для клавесина (соч. 1702 года), которая считается первым подобным сочинением, написанным для клавесина соло голландским коипозитором. Соната сохранилась до нашего времени в переложении для скрипки и basso continuo. Впервые, после длительного перерыва, она была исполнена и записана Фернандо Де Лука в феврале 2008 года в Sala del Cembalo del caro Sassone. Реконструкция оригинальной версии была осуществлена известным современным нидерландским клавесинистом и историком музыки Бобом ван Аспереном, который включил её в свой постоянный репертуар.